# Eugenio Moore
Eugenio Moore (ur. 29 kwietnia 1879, zm. ?) – argentyński piłkarz, grający na pozycji napastnika.

## Kariera klubowa
Eugenio Moore piłkarską karierę rozpoczął w Lobos AC w 1899. Z Lobos zdobył wicemistrzostwo Argentyny w 1899. W latach 1900–1905 występował Alumni AC. Z Alumni pięciokrotnie zdobył mistrzostwo Argentyny w 1900, 1901, 1902, 1903, 1905.

## Kariera reprezentacyjna
Jedyny raz w reprezentacji Argentyny Moore wystąpił 13 września 1903 w przegranym 2-3 towarzyskim meczu z Urugwajem, który był drugim meczem reprezentacji Argentyny w historii.